# Perfect Harmony (serie de televisión)
Perfect Harmony es una serie de televisión de comedia musical estadounidense creada por Lesley Wake Webster que se estrenó el 26 de septiembre de 2019 y finalizó el 23 de enero de 2020 en NBC. La serie es protagonizada por Bradley Whitford como el Dr. Arthur Cochran que es director musical en una pequeña iglesia en el pueblo ficticio de Conley Fork, Kentucky y Anna Camp como Ginny que es una madre soltera y camarera, y es la miembro principal del coro. La serie también es protagonizada por Will Greenberg, Tymberlee Hill, Geno Segers, Rizwan Manji y Spencer Allport.
En junio de 2020, la serie fue cancelada después de una temporada.

## Elenco
- Bradley Whitford como el Dr. Arthur Cochran, un ex instructor recientemente viudo de la Universidad de Princeton que se convierte en director musical de una pequeña iglesia en el pueblo ficticio de Conley Fork, Kentucky. Abrasivo y contundente, se propone transformar el coro fracasado de la iglesia a través de sus métodos poco ortodoxos pero muy efectivos.
- Anna Camp como Ginny, una madre soltera y una camarera que dirige el coro. Ella es una soprano.
- Will Greenberg como Wayne, El exesposo de Ginny que también es miembro del coro. El es un tenor.
- Tymberlee Hill como Adams, una miembro del coro y una empresaria local. Ella es contralto.
- Geno Segers como Dwayne, el mejor amigo de Wayne y miembro del coro, secretamente enamorado de Ginny.
- Rizwan Manji como el Reverendo Jax, un misionero que dirige la iglesia y es un miembro del coro.
- Spencer Allport como Cash, el hijo de Ginny y Wayne que lucha contra la dislexia. Su nombre completo es Cassius Clay Hawkins.

## Episodios
| N.º | Título                   | Dirigido por        | Escrito por                    | Fecha de emisión original | Código de prod. | Audiencia (millones) |
| --- | ------------------------ | ------------------- | ------------------------------ | ------------------------- | --------------- | -------------------- |
| 1 | «Pilot»                  | Jason Winer         | Lesley Wake Webster            | 26 de septiembre de 2019  | 1BYG01          | 2,63                 |
| Un profesor de música deprimido, Arthur Cochran, intenta suicidarse; antes de que pueda terminar, oye por casualidad el pobre canto y se desmaya mientras ataca a los cantantes. A la mañana siguiente, se entera de que los cantantes pertenecen a la Segunda Primera Iglesia de los Cumberlands, y que su líder, Ginny, quiere contratarlo como su instructor para ayudar al coro a ponerse en forma para una próxima competencia. Arthur duda, pero cuando se entera de que el coro que va a ganar está dirigido por un pastor que le negó a su difunta esposa el último deseo de su entierro, acepta su oferta. Actuando en su creencia de que el canto y la vida son lo mismo, interfiere con la vida de Ginny, instándola a finalizar su divorcio y animando al miembro del coro Dwayne a expresar sus sentimientos por ella. Ginny lo despide, pero cuando descubre que su hijo es disléxico y se disculpa por sus acciones, ella lo perdona. En el concurso, el coro pierde a pesar de haber interpretado una interpretación estelar de «Eye of the Tiger», pero los jueces deciden honrar su esfuerzo otorgándoles el premio «Coro más perfeccionado». El grupo lo celebra celebrando una fiesta de inauguración de la casa de Arthur en su casa flotante, dándole la bienvenida a su comunidad. |                          |                     |                                |                           |                 |                      |
| 2 | «Fork Fest»              | Jeffrey Blitz       | Elizabeth Tippet               | 3 de octubre de 2019      | 1BYG02          | 2,07                 |
| El coro trata de enseñarle a Arthur la importancia de respetar las tradiciones locales cuando ofende al organizador de la feria del condado, quien toma represalias dándole la peor opción posible de horarios. Recién divorciada, Ginny se sorprende al descubrir que los chismes se han extendido por toda la ciudad, y gran parte de ellos sugieren que ella engañó a su marido. Arthur intenta enmendarlo, pero sin querer insulta al organizador usando un desinfectante después de estrecharle la mano, lo que lleva a que se le prohíba al coro actuar. Dwayne informa posteriormente a Arthur que no es bienvenido a asistir a la feria. Ginny trata de deshacerse de los rumores, pero todo llega a un punto crítico en el concurso de comer pasteles cuando el público se niega a aplaudirla después de que gane. Jax visita a Arthur y le cuenta la historia de la fundación de la ciudad, animándole a que intente asimilarse independientemente de si lo desea o no. Arthur va a la feria y gana un concurso de búsqueda de cerdos, impresionando al organizador y devolviendo al coro su espacio de tiempo original. A mitad de la actuación, Wayne finalmente defiende a su exesposa admitiendo que él era el culpable de su divorcio.                                                     |                          |                     |                                |                           |                 |                      |
| 3 | «No Time For Losers»     | Jason Winer         | Lesley Wake Webster            | 10 de octubre de 2019     | 1BYG03          | 2,07                 |
| En un intento por ganar las regionales, Arthur elige a Ginny como solista del coro, pero ella se niega por miedo escénico. Wayne se muda en secreto a la iglesia en lugar de vivir con Dwayne, lo que molesta a Jax y lo incita a tratar de encontrar una manera de sacarlo. Después de ver a Ginny cantando «9 to 5» sola en el trabajo, Arthur deduce que su problema es la ansiedad y ofrece ayuda; ella está de acuerdo después de darse cuenta de que necesita dar un buen ejemplo para Cash mientras él trabaja para mejorar sus habilidades de lectura. Dwayne visita a Jax en busca de consejo, y asume erróneamente que es un alcohólico debido a que trata de ocultar la situación de Wayne. Ginny crea un personaje escénico como «Darlianna Woodbeam» y va a actuar en la noche de micrófono abierto de un bar local, con Arthur invitando a todo el coro para que la apoye. Ginny se desmorona bajo la presión, discute con él y se encierra en el baño. Jax finalmente le dice la verdad a Dwayne, y Wayne lo perdona por tratar de enamorar a su ex. Una conversación de corazón a corazón con Arthur restaura la confianza de Ginny y aplasta su actuación. Dwayne y Wayne vuelven a vivir juntos para poder empezar a arreglar su amistad.                                               |                          |                     |                                |                           |                 |                      |
| 4 | «Hunting Season»         | Jason Winer         | Bob Daily                      | 17 de octubre de 2019     | 1BYG04          | 2,12                 |
| Cansado de la actitud arrogante de Arthur, Adams se niega a seguir practicando para los regionales. En respuesta, Arthur se une al coro para el comienzo de la temporada de caza de ciervos, con la esperanza de ganársela. Ginny, preocupada por perder la ayuda de Arthur mientras sigue siendo mentor de Cash pero no quiere molestar a Adams (su jefe en la cafetería), trata de hacer las paces entre los dos sólo para ser rechazada varias veces. Wayne se lleva a Cash para su primera cacería, pero Cash, influenciado por la filosofía de no violencia de Dwayne, se niega a matar al ciervo y huye mientras intenta encontrar trufas. Arthur avergüenza a Adams arruinando su tiro, y ella le dice que se vaya. Se pierde mientras intenta encontrar su auto, y más tarde se encuentra con Cash. Wayne culpa a su amigo por arruinar su oportunidad de ser el padre de Cash, y pelean hasta que Dwayne le recuerda a Wayne que necesita dejar que su hijo elija su propio camino en la vida. El coro organiza una búsqueda, que termina con la búsqueda de Cash y Arthur con spray de zorrillo en los ojos después de tratar de proteger al niño. Adams le dice a Arthur que ella nunca lo respetará como individuo, pero le permitirá continuar enseñando en la iglesia.                      |                          |                     |                                |                           |                 |                      |
| 5 | «It's Electric»          | Jeffrey Blitz       | Joe Cristalli                  | 24 de octubre de 2019     | 1BYG05          | 2,01                 |
| Tinsley, el veterano suegro de guerra de Arthur, a quien siempre ha odiado, llega a reclamar la propiedad de la casa flotante de Arthur a pesar de que supuestamente se la dio a su esposa hace años. La iglesia tiene una mezcladora de solteros, lo que asusta a Ginny debido a sus crecientes sentimientos por Dwayne, a quien ella considera como un hermano. Tinsley y Arthur tienen un empate hasta que Arthur se rinde de repente y se va, aunque no antes de sabotear el sistema eléctrico del barco. En el mezclador, Ginny hace todo lo que puede para evitar a Dwayne, eventualmente sentada afuera bebiendo de un frasco. Arthur le dice que hable con Dwayne y ella le dice que haga las paces con Tinsley. Dwayne acepta que él y Ginny son sólo amigos, y en su lugar se acuesta con otra chica. Tinsley descubre que Arthur le ha estado enviando secretamente paquetes de cuidados desde la muerte de su hija, y aunque ambos se desprecian mutuamente, renuncia a su derecho al barco. Wayne ayuda a su hijo a lidiar con un enamoramiento inesperado de adolescente e interpreta una canción lenta especial para que puedan tener su primer baile. |                          |                     |                                |                           |                 |                      |
| 6 | «Halle-Boo-Yah»          | Todd Biermann       | Brian Egeston                  | 31 de octubre de 2019     | 1BYG06          | 2,39                 |
| Ginny convence a Adams para que le permita manejar el restaurante para la noche de Halloween, pero rápidamente se mete en problemas cuando anuncia erróneamente un premio de $1.000 en lugar de $100 para el concurso de disfraces; Arthur está de acuerdo en participar para evitar tener que regalar tanto dinero, pero su decisión de actuar como bailarina de Chippendales después de que su primer disfraz es incitado por los que hacen truco o trato provoca un escándalo entre los clientes y Ginny tira de la alarma de incendio para que todos tengan que irse. Influenciado por su novia Georgia, Dwayne le dice a Wayne que no formará parte de su guerra anual de bromas, alterando a este último, que lo ve como una prueba de que su amistad se está deteriorando. En cambio, lleva a Cash a la aburrida fiesta de Halloween de la iglesia. Allí, Jax se apuñala accidentalmente mientras intenta meditar entre los dos bandos, lo que resulta ser una broma épica concebida por Georgia. A Wayne le conmueve que su amigo todavía se preocupe por las tradiciones de su infancia. Adams, impresionado por la rapidez de pensamiento y la perspicacia comercial de Ginny, la asciende a gerente de tiempo completo de la cafetería.                                                        |                          |                     |                                |                           |                 |                      |
| 7 | «Rivalry Week»           | Katie Locke O'Brien | Patrick Kang & Michael Levin   | 7 de noviembre de 2019    | 1BYG07          | 2,00                 |
| Una iglesia rival invita al coro a actuar, así que Arthur decide reclutar a la rival de Ginny, Kimmy Bell, como su nueva solista. Molesta y enojada con él por trivializar sus sentimientos, Ginny se niega a practicar. Dwayne revela que ha estado alejado de su familia durante los últimos veinte años debido a su estilo de vida vegetariano; cuando le dicen que no asistirán al show, Wayne le anima a que se defienda y le exige que venga a verlo. Durante una cita en el salón de Kimmy, Arthur la cuestiona y descubre que no sólo es una abusadora, sino que no tiene remordimientos por la forma en que trató a Ginny. Él la despide en el acto, y ella toma represalias tiñéndole el pelo de rosa. El coro está desanimado por su falta de preparación, y Arthur decide cancelar el concurso en lugar de avergonzarlos. Cuando Wayne declara que irá a apoyar a Dwayne, todos van con él. El coro, vestido de rosa, interpreta «Titanium» con Dwayne a la cabeza, ganándose el aplauso incluso de su familia. Arthur y Ginny descubren que Kimmy se ha unido a sus rivales para los próximos regionales. |                          |                     |                                |                           |                 |                      |
| 8 | «Any Given Monday»       | Natalia Anderson    | Greg Gallant                   | 14 de noviembre de 2019   | 1BYG08          | 1,88                 |
| Jax tiene que atender a un feligrés enfermo, así que le pide a Arthur que lo reemplace el lunes por la mañana. Al principio, Arthur trata de tomar en serio sus deberes, ofreciéndole consejos laborales, cuidando al bebé de alguien y enseñándole al grupo de jóvenes de Jax sobre la reproducción sexual. Adams va a una clínica local para un procedimiento secreto para congelar sus óvulos; cuando Wayne viene a recogerla, accidentalmente se lo dice mientras está bajo la influencia de la anestesia. Él la lleva a casa, se bebe todo su whisky, y los dos se unen por sus sentimientos mutuos sobre la crianza de sus hijos. Los problemas empiezan a aparecer en la iglesia: el bebé no para de llorar, una pareja culpa a Arthur por sus discusiones, los padres de los jóvenes le gritan por enseñar a sus hijos sobre el sexo, y Dwayne y su co-chef Karla inician un incendio mientras tratan de hacer sopa para los bomberos visitantes. Jax aparece de repente y resuelve todos los conflictos, mientras que Arthur compensa la pérdida de la sopa pagando el almuerzo de los bomberos en el restaurante. Arthur se queja de lo mal que ha manejado las cosas, pero Jax responde que mientras siga haciendo cosas buenas para los demás, eso es suficiente.                             |                          |                     |                                |                           |                 |                      |
| 9 | «Thanks-Taking»          | Katie Locke O'Brien | Akilah Green                   | 21 de noviembre de 2019   | 1BYG09          | 1,87                 |
| Arthur rechaza una invitación para asistir a un Día de Acción de Gracias de puerta en puerta con el coro para que pueda ver una grabación de La flauta mágica. Sin embargo, cuando su portátil desaparece, sospecha que ha sido robado y acepta unirse a las festividades para poder registrar la casa de cada miembro. Adams invita a Karl, su manitas, a la fiesta y anima a Ginny a coquetear con él, lo que hace que se lastime la rodilla. Dwayne la ayuda, de la que Georgia es testigo; después rompe con Dwayne por «engañarla». Arthur paga en efectivo para registrar cada casa en su nombre; usando una aplicación telefónica, encuentra el portátil en la bolsa de Jax. Jax confiesa que lo robó para obligar a Arthur a pasar tiempo con el coro. Arthur toma sus cosas y se va enojado. Ginny atrapa a Karl besando a Adams, a quien se siente atraído en secreto, y se dirige a Wayne en busca de consuelo. Jax visita a Arthur, quien admite que elige ser miserable en Acción de Gracias porque se siente culpable por haber disfrutado sin su esposa. Jax responde que a Jean le gustaría que fuera feliz, y trae a todo el coro para la parada final de su viaje. Ginny y Wayne se acuestan juntos y acuerdan ocultárselo a su hijo.                                                   |                          |                     |                                |                           |                 |                      |
| 10 | «Merry Jaxmas»           | Bille Woodruff      | Venetia Ginakakis              | 12 de diciembre de 2019   | 1BYG10          | 1,75                 |
| Ginny y Wayne deciden que si bien quieren seguir saliendo, no quieren que su relación sea más que eso para no volver a desarrollar sentimientos el uno por el otro. Los padres adoptivos misioneros de Jax llegan a visitarlo para Navidad con su nueva hermana menor Anjali a cuestas; esto horroriza a Jax ya que sus padres siempre lo han juzgado por incorporar elementos seculares en su trabajo como ministro. Para ayudarlo, Arthur utiliza su celebridad para promover el concierto anual de Navidad de la iglesia, que se celebra el viernes, el mismo día que el gran juego de los Wildcats. Wayne le compra a Ginny un regalo caro, que descubre que fue pagado parcialmente con dinero de la cuenta bancaria conjunta que aún comparten. Arthur deliberadamente corta la conexión a Internet de la ciudad para obligar a la gente a asistir al concierto, a pesar de que hacerlo significa que no puede transmitir el concierto en directo a sus fanes. También deja que Jax convierta el programa de conciertos en una producción al estilo de Bollywood, que Anjali ama y que sus padres reconocen a regañadientes como prueba de que está haciendo un buen trabajo. Wayne acepta abrir su propia cuenta bancaria, pero Ginny le dice que cree que está embarazada.                        |                          |                     |                                |                           |                 |                      |
| 11 | «Know When To Walk Away» | Tristram Shapeero   | Charlotte Austin Johnson       | 9 de enero de 2020        | 1BYG11          | 1,60                 |
| 12 | «Hymn-A-Thon»            | Michael Spiller     | Grasie Mercedes                | 16 de enero de 2020       | 1BYG12          | 1,35                 |
| 13 | «Regionals»              | Jason Winer         | Mishki Vaccaro & Eric Wojtanik | 23 de enero de 2020       | 1BYG13          | 1,43                 |

## Producción

### Desarrollo
El 23 de octubre de 2018, se anunció que NBC la serie recibió una orden de la producción del piloto. El piloto fue escrito por Lesley Wake Webster, quien produce junto a Bradley Whitford, Jason Winer, Jon Radler y Adam Anders. Las compañías de producción involucradas con el piloto incluyen Small Dog Picture Company y 20th Century Fox Television. El 11 de mayo de 2019, se anunció que el piloto fue seleccionado para ser una serie, junto con Indebted y Lincoln Rhyme: Hunt for the Bone Collector. Un día después, se anunció que la serie se estrenaría en el otoño de 2019 y se emitiría los jueves a las 8:30 de la noche en la temporada de televisión 2019–20. El estreno de la serie está previsto para el 26 de septiembre de 2019. El 10 de junio de 2020, la NBC canceló la serie después de una temporada.

### Casting
En febrero de 2019, se anunció que Bradley Whitford, Anna Camp y Will Greenberg habían sido elegidos en los papeles principales del piloto. Aunque el piloto fue ordenado, en marzo de 2019 se informó que Tymberlee Hill, Geno Segers y Rizwan Manji se habían unido al elenco.

## Lanzamiento

### Marketing
El 12 de mayo de 2019, NBC lanzó el primer tráiler oficial de la serie.

### Distribución
En Brasil, se estrenará el 13 de julio de 2020 en Fox Premium 1. En Latinoamérica se estrenó el 31 de agosto de 2020 en FX.

## Recepción

### Críticas
En Rotten Tomatoes la serie tiene un índice de aprobación del 67%, basado en 12 reseñas, con una calificación promedio de 6.67/10. El consenso crítico del sitio dice, «La precaria premisa de Perfect Harmony no siempre llega a las notas correctas, pero un elenco encantador y unos cuantos chistes ingeniosos inspiran la esperanza de que con un poco más de práctica pueda cantar de verdad». En Metacritic, tiene puntaje promedio ponderado de 54 sobre 100, basada en 8 reseñas, lo que indica «criticas mixtas o medias».

### Audiencias
| N.º | Título                   | Fecha de emisión         | ÍA/CP (18–49) | Audiencia (millones) | DVR (18–49) | Audiencia DVR (millones) | Total (18–49) | Audiencia total (millones) |
| --- | ------------------------ | ------------------------ | ------------- | -------------------- | ----------- | ------------------------ | ------------- | -------------------------- |
| 1   | «Pilot»                  | 26 de septiembre de 2019 | 0,5/3         | 2,63                 | 0,3         | 1,51                     | 0,8           | 4,13                       |
| 2   | «Fork Fest»              | 3 de octubre de 2019     | 0,5/2         | 2,07                 | 0,2         | 1,27                     | 0,7           | 3,34                       |
| 3   | «No Time for Losers»     | 10 de octubre de 2019    | 0,5/2         | 2,07                 | 0,2         | 1,05                     | 0,7           | 3,13                       |
| 4   | «Hunting Season»         | 17 de octubre de 2019    | 0,4/2         | 2,12                 | 0,3         | 0,96                     | 0,7           | 3,08                       |
| 5   | «It's Electric»          | 24 de octubre de 2019    | 0,4/2         | 2,01                 | 0,3         | 0,90                     | 0,7           | 2,91                       |
| 6   | «Halle-Boo-Yah»          | 31 de octubre de 2019    | 0,5/2         | 2,39                 | 0,2         | 0,82                     | 0,7           | 3,12                       |
| 7   | «Rivalry Week»           | 7 de noviembre de 2019   | 0,5/2         | 2,39                 | 0,2         | 0,83                     | 0,7           | 2,83                       |
| 8   | «Any Given Monday»       | 14 de noviembre de 2019  | 0,4/2         | 1,88                 | 0,2         | 0,84                     | 0,6           | 2,72                       |
| 9   | «Thanks-Taking»          | 21 de noviembre de 2019  | 0,4/2         | 1,87                 | 0,2         | 0,82                     | 0,6           | 2,70                       |
| 10  | «Merry Jaxmas»           | 12 de diciembre de 2019  | 0,4/2         | 1,75                 | 0,2         | 0,87                     | 0,6           | 2,63                       |
| 11  | «Know When to Walk Away» | 9 de enero de 2020       | 0,4/2         | 1,60                 | 0,2         | 1,02                     | 0,6           | 2,62                       |
| 12  | «Hymn-a-Thon»            | 16 de enero de 2020      | 0,3/2         | 1,35                 | 0,2         | 0,90                     | 0,5           | 2,26                       |
| 13  | «Regionals»              | 23 de enero de 2020      | 0,3/2         | 1,42                 | 0,2         | 0,81                     | 0,5           | 2,23                       |